# Sepp Buchegger
Sepp Buchegger (* 1948 in Bad Berneck) ist ein deutscher Karikaturist, Comic-Zeichner, Buchautor und Illustrator. 

## Leben und Werk
Buchegger wuchs in Bayreuth auf und kam als Student der Sport- und Politikwissenschaften nach Tübingen. Dort arbeitet er seit 1973 als Karikaturist für das Schwäbische Tagblatt und seit 1976 für den Südwestfunk.
Aus seiner Feder stammen bis heute über 10000 Zeichnungen überwiegend zu Themen aus dem Tübinger Alltagsleben, aber auch gelegentlich zur "großen Politik". Sie sind vielfach im Schwäbischen Tagblatt sowie in zahlreichen Büchern veröffentlicht. Auswahlen seiner Zeichnungen kamen in zahlreichen Ausstellungen zur Geltung, beispielsweise in „Typisch Tübingen“ im Tübinger Stadtmuseum im Kornhaus vom 16. Februar bis 30. März 2008 und „Zeichnung: Buchegger“ vom 15. Juni bis 3. Juli 2009 im Volksbank-Haus Tübingen. Buchegger schuf die Figur des Tübinger Detektivs Philipp B. Sucher, der er, zum Teil in Zusammenarbeit mit Wolfgang Alber, mehrere Comic-Geschichten („Der Tote im See“, „Spekulanten schießen nicht“, „Gefahr ist ein Geschäft“, „Der kurze Abschied“ und „Der kleine Bruder“) widmete, die in Serien im Schwäbischen Tagblatt erschienen. Die Geschichten nehmen jeweils Bezug auf Tübinger Lokalkolorit. Von Buchegger stammen auch die treffenden Illustrationen des Zeitungskollegs „Heimat heute“, das 1980 vom Deutschen Institut für Fernstudien an der Universität Tübingen umgesetzt und in zahlreichen westdeutschen Zeitungen abgedruckt wurde.

## Werke
- Literatur von und über Sepp Buchegger im Katalog der Deutschen Nationalbibliothek

| Personendaten    | Personendaten                                                     |
| ---------------- | ----------------------------------------------------------------- |
| NAME             | Buchegger, Sepp                                                   |
| KURZBESCHREIBUNG | deutscher Karikaturist, Comic-Zeichner, Buchautor und Illustrator |
| GEBURTSDATUM     | 1948                                                              |
| GEBURTSORT       | Bad Berneck                                                       |